# ESLint
ESLint は、JavaScript コードに存在する問題を発見するための静的コード解析用ツールである。2013 年に、Nicholas C. Zakas により作成された。 ESLintの設定はユーザーが設定することができ、またユーザーはカスタマイズされたルールを利用できる。ESLintは、コードの品質 及び コーディングスタイル 両方の問題を検知することができる。 ESLint は現在のJavaScriptの標準であるECMAScriptの構文や、将来的に追加される可能性がある試験的な構文もサポートしている。プラグインやトランスパイラを使用することによって、JSX やTypeScript の解析も可能になる。

## 歴史
JSLint や JSHint は、コードの品質  と コーディングスタイルに関するルールを追加することができなかった。 そのため、ZakasはJSHintにコントリビュートするのではなく、2013年6月に新しいコード解析としてESLint (当時はJSCheckという名称だったが、1ヶ月後に名称を変更した)を作成することを決めた。ESLintはこれらのツールとは違い、実行時に動的にルールを変更したり追加したりできるようにした。
2016年4月に、 ESLint は jQuery Foundationに加入した。 その同年、jQuery Foundation は Dojo Foundation とともにLinux Foundationの一部となり、JS Foundation のプロジェクトとして成立した。  
2017年10月に、JS Foundationのメンターシッププログラムを卒業した。
2019年3月現在、JS Foundation と Node.js Foundationの合併により、ESLintは OpenJS Foundationのプロジェクトの一部である。

## 採用
JetBrains は、WebStormコードエディター内で、ESLintをサポートしている。これにより、編集中のファイルにESLintが実行され、エディタ内で問題のあるコードの近くに警告が表示される。
2016年から、 Vue.js は、Vue.jsの構文を自動的に検証する目的のESLintプラグインを提供している。 2018年からは、新しいVue.jsプロジェクトを作成するときのウィザード 内で、このプラグインの使用を推奨している。
2018年10月に、Facebookが開発している React は、公式のESLintプラグインを公開した。
2021年現在、ESLintは最も使われているJavaScript用リンターであり、週に14,000,000回以上ダウンロードされている。 